# Issy Smith
Issy Smith (Constantinopla, 18 de septiembre de 1890-Melbourne, 10 de septiembre de 1940; en otros escritos, se consignan fechas diferentes) fue un británico-australiano ganador de la Cruz Victoria, el más alto reconocimiento por su valentía en el frente de guerra, el galardón más alto que puede ser concedido a las fuerzas de la Mancomunidad de Naciones y Reino Unido. Smith también recibió la Croix de Guerre de Francia (con la palma) y la Cruz de San Jorge de Rusia (cuarta categoría).
Nacido Ishroulch Shmeilowitz, sus padres que residían en Egipto. Smith viajó a Reino Unido como polizón de niño y el primer voluntario para servir en el Ejército Británico en 1904. Emigró a Australia después del alta, donde permaneció hasta movilizado como reservista en 1914. Como cabo en el 1.er Batallón, el regimiento de Mánchester, Smith participó en la segunda batalla de Ypres. El 26 de abril de 1915, Smith, por su propia iniciativa, recuperó los soldados heridos. Su conducta asegura una recomendación de la Cruz de la Victoria, que fue otorgada a Smith en agosto de 1915.
Tras su desmovilización, Smith regresó a Australia con su esposa e hija. Se convirtió en una figura prominente en la comunidad judía de Melbourne, fue nombrado Juez de paz, y sin éxito, se presentó como candidato por el Partido de Australia en la elección general 1931.

## Infancia
Smith nació en Constantinopla, hijo de Moses (1822-1907) y Eva Shmeilowitz (1845-1934), judíos de origen Imperio ruso. Se conocieron en Berdychiv y más tarde se trasladaron a Odessa. En 1888 abandonaron Rostov del Don con destino a Turquía. A principios del siglo XX se trasladaron a Egipto. Aunque se afirma que su padre trabajó como empleado en el Consulado General de Francia en Egipto, «esto tiene que ser completamente falso. Moses tendría casi 80 años cuando aceptó el trabajo, y no hablaba francés» . Eva trabajaba como costurera, y Moses trabajaba con una máquina de coser. No está claro qué otro trabajo obtuvo.
A los 11 años, Smith se embarcó como un polizón a bordo de un buque que se dirigía a Londres. Sin desanimarse por este ambiente desconocido, Smith asistió a Berner Street School, Commercial Street, y trabajó como libertador en el East End, un gueto empobrecido donde el yiddish era el idioma predominante.
Se teorizó que el seudónimo Issy Smith fue adoptado, en el proceso de alistamiento, a instancias de un sargento de reclutamiento. Esta leyenda ha sido descartada como apócrifa, ya que este apellido ya era utilizado por sus hermanos Jacob y Joseph y Morris, que vivían en Londres Se alistó en la milicia el 21 de abril de 1904, dando una edad declarada de 17 años y 8 meses. Trabajaba como fontanero y vivía en Manchester. Se alistó en el ejército británico el 2 de septiembre de 1904, con una edad declarada de 18 años, como soldado raso en el regimiento de Manchester.  Smith completó su formación y posteriormente sirvió en Sudáfrica y la India con el 1er Batallón. En el censo de 1911, estaba destinado en Kamptee Cantonment, en la división de Nagpur, en la India. Fue campeón de peso medio de su batallón. Participó en la competición de boxeo Delhi Durbar de 1911, pero fue eliminado en la segunda ronda por puntos. Entre sus medallas montadas se encontraba una copia de sastre de la medalla Delhi Durbar (1911).
Fue dado de baja en la reserva del ejército en 1912, tras ocho años de servicio con los colores.
Al aceptar su alta en 1912, Smith emigró a Australia después de un breve empleo en Londres. Vivió en el suburbio de Ascot Vale en Melbourne mientras trabajaba para la compañía de gas de la ciudad. Retenido como reservista, Smith fue movilizado por el ejército británico después del comienzo de las hostilidades en agosto de 1914. Algunas fuentes afirman que Smith estuvo presente en la captura de la Nueva Guinea alemana por la Fuerza Expedicionaria Naval y Militar de Australia.

## Primera Guerra Mundial
El 10 de agosto se presentó en el cuartel general (3er distrito militar) de Victoria Barracks, Melbourne, y el 21 de octubre de 1914 embarcó en el SS Miltiades. Llegó a Gran Bretaña y en diciembre de 1914 fue destinado al depósito del regimiento. El 6 de enero de 1915 fue destinado al 3er batallón (de reserva) El 3er Batallón (Reserva) estaba en Cleethorpes. El 3er Batallón (Reserva) era una reserva de hombres entrenados, desde la que se enviaban refuerzos al Frente Occidental. El 23 de febrero de 1915 desembarcó en Francia. Tras pasar un tiempo en Rouen, fue destinado al frente el 9 de marzo de 1915.
Participando activamente en las batallas de Givenchy y Neuve Chapelle, los 1.er Mánchester sufrieron cientos de bajas al comienzo de "Second Ypres" el 22 de abril de 1915 . La guerra química surgió por primera vez en el frente occidental durante la ofensiva alemana, y Smith él mismo estaría temporalmente incapacitado por el gas. Los 1st Manchesters estuvieron involucrados en un contraataque inicialmente exitoso llevado a cabo por las brigadas Jullundur y Ferozepore el 26 de abril de 1915, cerca de Wieltje, en conjunto con otras unidades aliadas . Las formas rudimentarias de protección contra el gas de cloro resultaron ineficaces, lo que limita el avance y hace que muchos soldados sucumban a sus efectos.
Durante el contraataque aliado, Smith, por propia voluntad, se aventuró hacia una posición alemana para atender a un soldado gravemente herido. Lo llevó a unos 250 metros (230 m) hasta un lugar relativamente seguro mientras estaba expuesto a un intenso fuego alemán. Según la mención de la Cruz Victoria, a lo largo del día llevó a «muchos más heridos» en condiciones igualmente peligrosas «sin importar el riesgo personal». Al relatar su propio rescate por Smith a un corresponsal del Daily Mail, el sargento Rooke dijo del cabo: «Se comportó con una frialdad y presencia de ánimo maravillosas todo el tiempo, y ningún hombre merecía una Cruz Victoria más que él».

## Legado
A pesar de su fama y popularidad, al igual que muchos exmilitares lidió con las dificultades económicas de la posguerra, Smith luchó contra los problemas financieros - una situación agravada por la enfermedad que tenía. Como consecuencia de ello empeñó sus medallas por 20 libras, sólo para ser recuperado por la Sociedad Histórica Judía por la insistencia de la esposa del rabino Joseph H. Hertz y, finalmente, se le volvieron a entregar sus medallas a Smith.